# نملة فينيقية
نملة فينيقية (الاسم العلمي:Monomorium phoenicum) هي نوع من الحشرات تتبع جنس النملة الأحادية الأجزاء من فصيلة النمليات.